# Liste der UNICEF-Botschafter
Liste von UNICEF-Botschaftern

## International
- Lord Richard Attenborough
- David Beckham
- Harry Belafonte (2023)
- Berliner Philharmoniker (2007)
- Orlando Bloom
- Brandy
- Jackie Chan
- Judy Collins
- Craig David
- Mia Farrow
- Danny Glover
- Whoopi Goldberg
- Angélique Kidjo
- Biyouna
- Johann Olav Koss
- Tetsuko Kuroyanagi
- Femi Kuti
- Leon Lai
- Lang Lang
- Jessica Lange
- Ricky Martin
- Lionel Messi
- Sir Roger Moore
- Nana Mouskouri
- Youssou N’Dour
- Sir Simon Rattle (2007)
- Vanessa Redgrave
- Sebastião Salgado
- Susan Sarandon
- Shakira
- Vendela Thommessen
- Maxim Wengerow
- Selena Gomez
- Dirk Nowitzki
- Liam Neeson
- Yuna Kim

## Regional
- Mittel- und Osteuropa, GUS:
  - Anatoli Karpow (Russland)
  - Milena Zupančič (Slowenien)
- Lateinamerika:
  - Diego Torres (Argentinien)
  - Ricardo Montaner (Venezuela)
- Naher Osten und Nordafrika:
  - Nancy Ajram (Libanon)
  - Mahmoud Kabil (Ägypten)
- Ost- und Südafrika:
  - Yvonne Chaka Chaka (Südafrika)
  - Bonginkosi Dlamini, bekannt als Zola (Südafrika)
  - Narcisse Randrianarivony
- frankophone Staaten:
  - Patrick Poivre d’Arvor
- Ostasien und Pazifikraum:
  - Miriam Yeung (Hongkong)

## Nationale Botschafter

### Äthiopien
- Berhane Adere
- Kenenisa Bekele

### Albanien
- Liri Barisha

### Algerien
- Biyouna

### Argentinien
- Julián Weich
- Lionel Messi

### Armenien
- Charles Aznavour

### Australien
- John Doyle
- Jimmy Barnes (2004)
- Nicole Kidman (1994)
- Gretel Killeen (2002)
- Norman Swan (2003)
- Anna Volska
- John Bell
- Yvonne Kenny (2003)
- Greig Pickhaver
- Marcus Einfeld
- Layne Beachley (2004)
- Geoffrey Rush
- Ken Done (1988)
- Cate Blanchett (2004)

### Belgien
- Salvatore Adamo
- Dixie Dansercoer
- Frank De Winne
- Jean-Michel Folon
- Justine Henin
- Alain Hubert
- Goedele Liekens
- Helmut Lotti
- Khadja Nin
- Axelle Red

### Bosnien & Herzegowina
- Edin Džeko

### Brasilien
- Renato Aragao
- Daniela Mercury

### Chile
- Iván Zamorano

### Côte d’Ivoire
- Basile Boli
- Didier Drogba

### Dänemark
- Alexandra von Frederiksborg
- Kurt Flemming
- Jesper Klein
- Niels Christian Meyer genannt Bubber
- Caroline Henderson
- Naser Khader

### Deutschland

#### Ehrenbotschafter
- Joachim Fuchsberger (1984)
- Sir Christopher Lee (2012)

#### Botschafter
- Gerhard Schöne
- Sabine Christiansen (1997)
- Eva Padberg (2012)
- Nina Ruge (2012)
- Dirk Nowitzki (2013)
- Mats Hummels (2015)

### Estland
- Eri Klas
- Erki Nool
- Maarja-Liis Ilus

### Finnland
- Micke Rejstrom
- Jorma Uotinen
- Juha Laukkanen
- Anna Hanski
- Eija Vilpas
- Trio Töykeät
- Rainer Kaunisto
- Katri-Helena Kalaoja
- Pave Maijanen
- Eppu Nuotio
- Eija Ahvo
- Susanna Haavisto
- Arsi Harju
- Jyrki Linnankivi

### Frankreich
- Patrick Poivre d’Arvor
- Yves Duteil
- Christophe Malavoy
- Pierre Brice

### Griechenland
- Helene Glykatzi-Ahrweiler

### Hongkong
- Kelly Chen
- Daniel Chan
- Charlie Yeung
- Jackie Chan

### Indien
- Ravi Shastri
- Amitabh Bachchan

### Indonesien
- Christine Hakim (2004)
- Ferry Salim (2004)

### Irak
- Kazem Al Sahir (2011)

### Irland
- Pierce Brosnan
- Gabriel Byrne
- Maxi
- Mike McCarthy
- Liam Neeson
- Samantha Mumba

### Israel
- David Broza

### Italien
- Piccolo Coro „Mariele Ventre“ dell’Antoniano
- Francesco Totti
- Amii Stewart
- Daniela Poggi
- Bianca Pitzorno
- Lino Banfi
- Leo Nucci
- Vincenzo La Scola
- Paolo Maldini
- Roberto Bolle
- Milly Carlucci
- Vigili del Fuoco
- Simona Marchini
- Werner Heel

### Japan
- Agnes Chan
- Shigeaki Hinohara

### Kanada
- Beckie Scott
- Sally Armstrong
- Roch Voisine
- Lloyd Axworthy
- Don Harron
- Catherine McKinnon
- Albert Shultz
- Amy Sky
- Marc Jordan
- Sheree Fitch
- Charlotte Diamond
- Leslie Nielsen
- Veronica Tennant
- Sharon, Lois and Bram
- Andrea Martin

### Kenia
- Effie Owour

### Kolumbien
- Margarita Rosa de Francisco
- Shakira Isabel Mebarak Ripoll

### Kroatien
- Zlatan Stipišić Gibonni
- Bojana Gregorić
- Slaven Bilić

### Marokko
- Naïma Elmecherqui
- Ragaa Belmaleeh
- Nawal El Moutawakel
- Hicham El Guerrouj

### Mazedonien
- Toše Proeski († 2007)

### Mexiko
- César Costa

### Mongolei
- Tumur Ariuna
- Asashoryu Dagvadorj

### Montenegro
- Antonije Pusic alias Rambo Amadeus

### Niederlande
- Monique van de Ven
- Paul van Vliet

### Neuseeland
- Hayley Westenra

### Niger
- Abdoulrazak Issoufou Alfaga

### Norwegen
- Ole Gunnar Solskjær
- Gustav Lorentzen
- Sissel Kyrkjebø

### Österreich
- Thomas Brezina
- Christiane Hörbiger
- Julian Rachlin
- Peter Patzak
- Gustav Mahler Jugendorchester
- Barbara Meier
- Helge Payer

### Osttimor
- MarVi

### Panama
- Danilo Pérez

### Paraguay
- Gloria Criscioni

### Philippinen
- Gary Valenciano
- Anne Curtis

### Polen
- Robert Lewandowski
- Magdalena Różczka
- Artur Żmijewski
- Natalia Kukulska
- Małgorzata Foremniak
- Majka Jeżowska

### Portugal
- Pedro Couceiro
- Luís Figo

### Rumänien
- Gheorghe Hagi

### Russland
- Oleg Gasmanow
- Alla Pugatschowa

### Schweden
- Lars Berghagen
- Robyn
- Lill Lindfors

### SchweizundLiechtenstein
- Kurt Aeschbacher
- Anatole Taubman
- Tina Weirather[1][2][3]
- Stefanie Heinzmann[4]

### Serbien
- Aleksandar Đorđević
- Ana Ivanović
- Jelena Janković
- Emir Kusturica
- Novak Đoković

### Slowakei
- Kamila Magalova
- Peter Dvorsky
- Valo Patejdl

### Slowenien
- Tone Pavček
- Lado Leskovar
- Milena Zupančič
- Boris Cavazza
- Zlatko Zahovič
- Vita Mavrič
- Marko Simeunovič

### Spanien
- Emilio Aragón
- Imanol Arias
- Pedro Delgado
- Joaquín Cortés
- Joan Manuel Serrat
- Fernando Alonso
- FC Barcelona

### Südafrika
- Quinton Fortune

### Südkorea
- Pum-Soo Sohn
- Si Won Ryu
- Mee-Hwa Kim
- Myung-Hwa Chung
- Dooly
- Byung-Ki Hwang
- Sung Ki Ahn
- Wan Suh Park
- BTS

### Thailand
- Kathleeya McIntosh
- H.E. Anand Panyarachun

### Tschechien
- Jiřina Jirásková

### Türkei
- Muhabbet
- Ferhan & Ferzan Önder
- Türkân Şoray
- Kıvanç Tatlıtuğ
- Nilüfer Yumlu

### Ungarn
- Judit Halász
- Gábor Presser
- Ungarische Nationalphilharmonie
- Kovács Ágnes

### Uruguay
- Diego Forlán
- Enzo Francescoli

### Vereinigte Staaten
- Angela Bassett
- Brandy[5]
- Katie Couric
- Jane Curtin
- Laurence Fishburne
- Selena Gomez
- Katy Perry
- Angelina Jolie
- James Kiberd
- Téa Leoni
- Alyssa Milano
- Sarah Jessica Parker
- Annette Roque Lauer
- Isabella Rossellini
- Summer Sanders
- Marcus Samuelsson
- Liv Tyler
- Courtney B. Vance
- Whoopi Goldberg
- Dennis-Levin Justice
- Pink

### Vereinigtes Königreich
- Andrew O’Hagan
- Martin Bell
- Lord Bill Deedes (1998)
- Robbie Williams (2001)
- Jemima Khan (2001)
- Manchester United Football Club
- Ralph Fiennes (2001)
- Sir Alex Ferguson (2002)
- Trudie Styler (2004)
- Ewan McGregor

### Vietnam
- Le Huynh Duc